# As Pontes de Madison
The Bridges of Madison County é um romance de Robert James Waller publicado em 1992.
Uma adaptação cinematográfica desse livro foi dirigida por Clint Eastwood, em 1995.